# Matías Ramírez
Matías Fernando Ramírez Palacios (Santiago, 5 de febrero de 1996) es un exfutbolista chileno que jugaba en la posición de delantero.

## Trayectoria
Comenzó su carrera en las divisiones inferiores del Palestino en donde en enero de 2012 y a la edad de 15 años su pase es adquirido por el club italiano Udinese como joven promesa, su traspaso al fútbol italiano sólo se hará efectivo cuando cumpla la mayoría de edad.
Ese mismo año 2012 se consagra campeón del torneo de fútbol joven categoría sub-19.
Debuta en Primera División en el Torneo Apertura 2013 donde alcanza a marcar dos tantos en el torneo.

## Clubes
| Club                       | País   | Año       |
| -------------------------- | ------ | --------- |
| Palestino                  | Chile  | 2013-2014 |
| Udinese                    | Italia | 2013      |
| Granada "B"                | España | 2014-2015 |
| Palestino                  | Chile  | 2015      |
| Everton                    | Chile  | 2016      |
| Granada "B"                | España | 2016-2017 |
| Huachipato                 | Chile  | 2017      |
| Deportes La Serena         | Chile  | 2018      |
| Independiente de Cauquenes | Chile  | 2019-2020 |
| Deportes Colina            | Chile  | 2020-2021 |
| Deportes Recoleta          | Chile  | 2021      |
| Deportes Melipilla         | Chile  | 2022      |
| Trasandino                 | Chile  | 2023      |

## Palmarés

### Campeonatos nacionales
| Título           | Equipo            | País  | Año  |
| ---------------- | ----------------- | ----- | ---- |
| Segunda División | Deportes Recoleta | Chile | 2021 |